# Kluane (circonscription territoriale)
Pour les articles homonymes, voir Kluane.
Circonscription électorale territoriale du Canada
Kluane est une circonscription électorale territoriale du Yukon au (Canada).

## Circonscription territoriale
L'actuel député territoriale est le libéral Gary McRobb.

## Liste des députés
|  | 1978 - 1982    | Alice McGuire (en) | Libéraux                  |
|  | 1982 - 1985    | Bill Brewster (en) | Progressiste-conservateur |
|  | 1985 - 1989    | Bill Brewster (en) | Progressiste-conservateur |
|  | 1989 - 1992    | Bill Brewster (en) | Progressiste-conservateur |
|  | Parti du Yukon | Bill Brewster (en) |                           |
|  | 1992 - 1996    | Bill Brewster (en) |                           |
|  | 1996 - 2000    | Gary McRobb        | Néo-Démocrate             |
|  | 2000 - 2002    | Gary McRobb        | Néo-Démocrate             |
|  | 2002 - 2006    | Gary McRobb        | Néo-Démocrate             |
|  | 2006 - 2011    | Gary McRobb        | Libéraux                  |
|  | 2011 - 2016    | Wade Istchenko     | Parti du Yukon            |
|  | 2016 - 2021    | Wade Istchenko     | Parti du Yukon            |
|  | 2021 - ...     | Wade Istchenko     | Parti du Yukon            |